# Wilhelm Werner (art brut)
Pour l’article homonyme, voir Wilhelm Werner.
Wilhelm Werner (né le 18 septembre 1898 à Schniegling près de Nuremberg et assassiné le 6 octobre 1940 au centre d'extermination nazi de Pirna-Sonnenstein) est un patient psychiatrique et détenu allemand, connu pour ses dessins de stérilisation contrainte. Il est une victime de l'Aktion T4.

## Biographie
Werner a grandi à Nordheim am Main. En 1919, il est diagnostiqué comme personne handicapée mentale dans un hôpital de Werneck et, de là, il a été transféré au centre de mise à mort de Pirna-Sonnenstein en 1940.

## Dessins
Dans des dessins, qu'il a réalisés au verso des pages d'un livre de commandes commerciales entre 1934 et 1938, il traite de sa stérilisation forcée et des soins infirmiers lors de son séjour au centre médical de Werneck. 44 dessins sont conservés ; certains sont annotés de la main de Werner.
Ses œuvres ont été exposées pour la première fois dans la collection Prinzhorn à Heidelberg en 2010. Elles sont le seul témoignage graphique que l'on connaisse d'une victime de la politique nazie de stérilisation et d'extermination des personnes handicapées mentales.

## Galerie

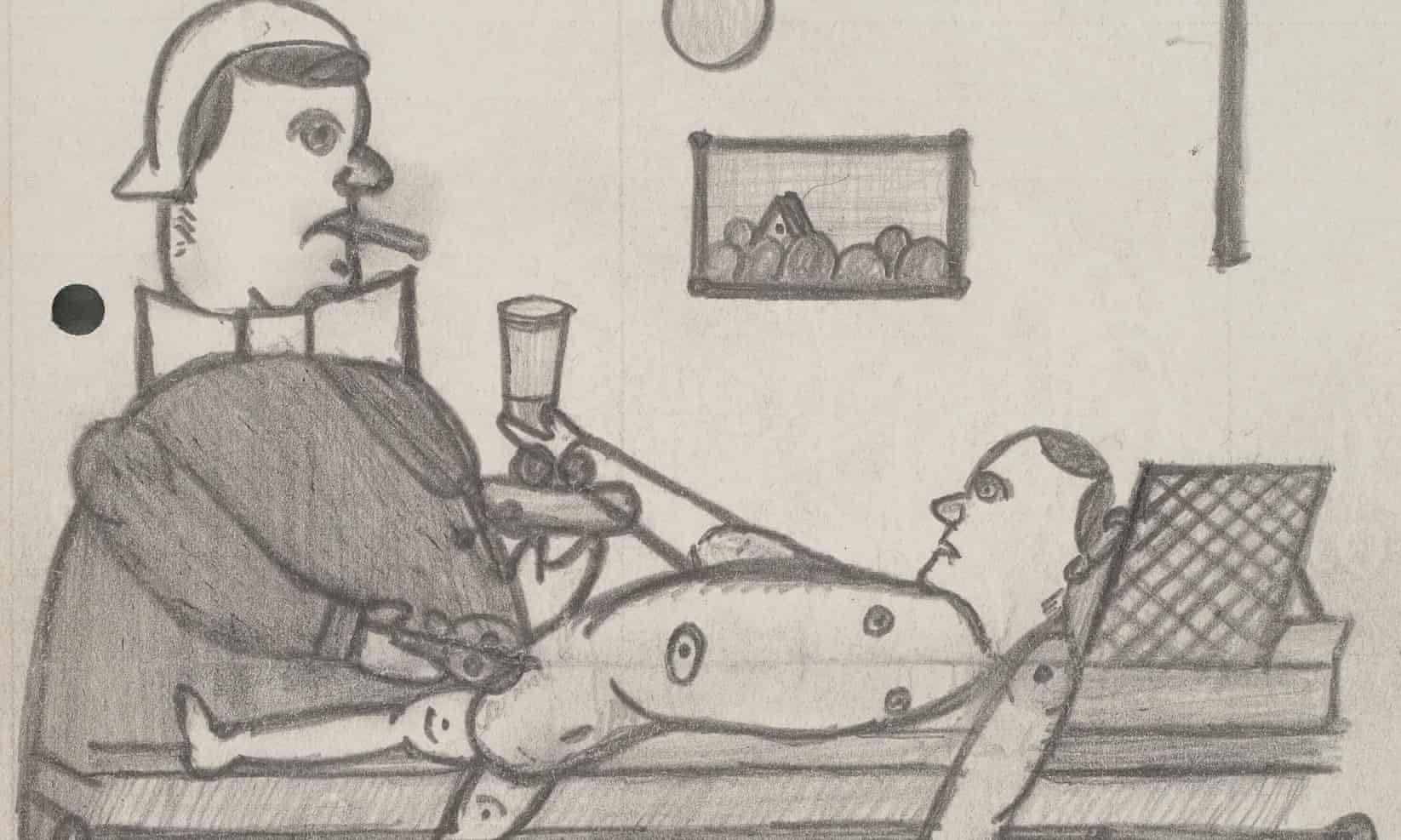
Stérilisation forcée.
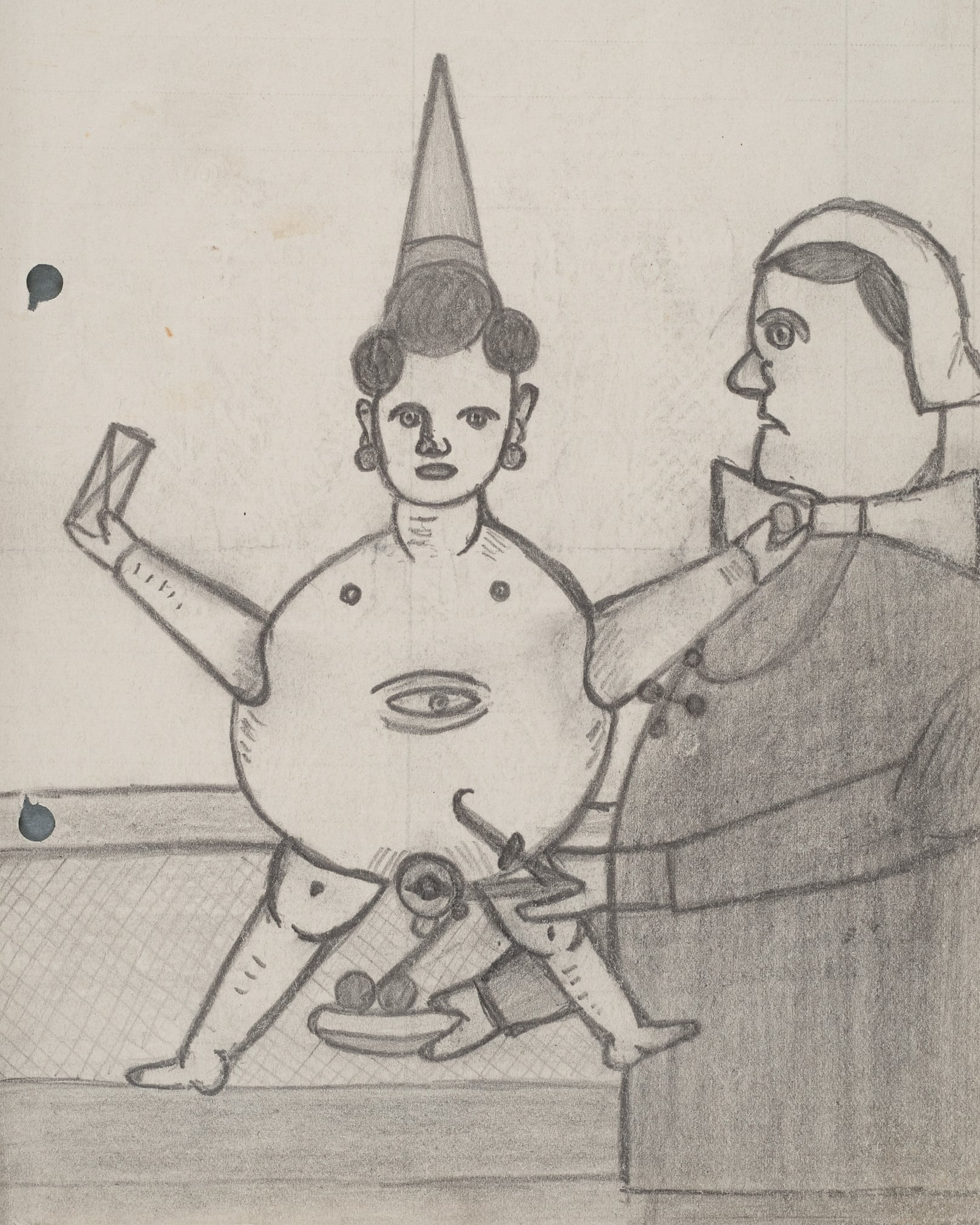
Stérilisation forcée.
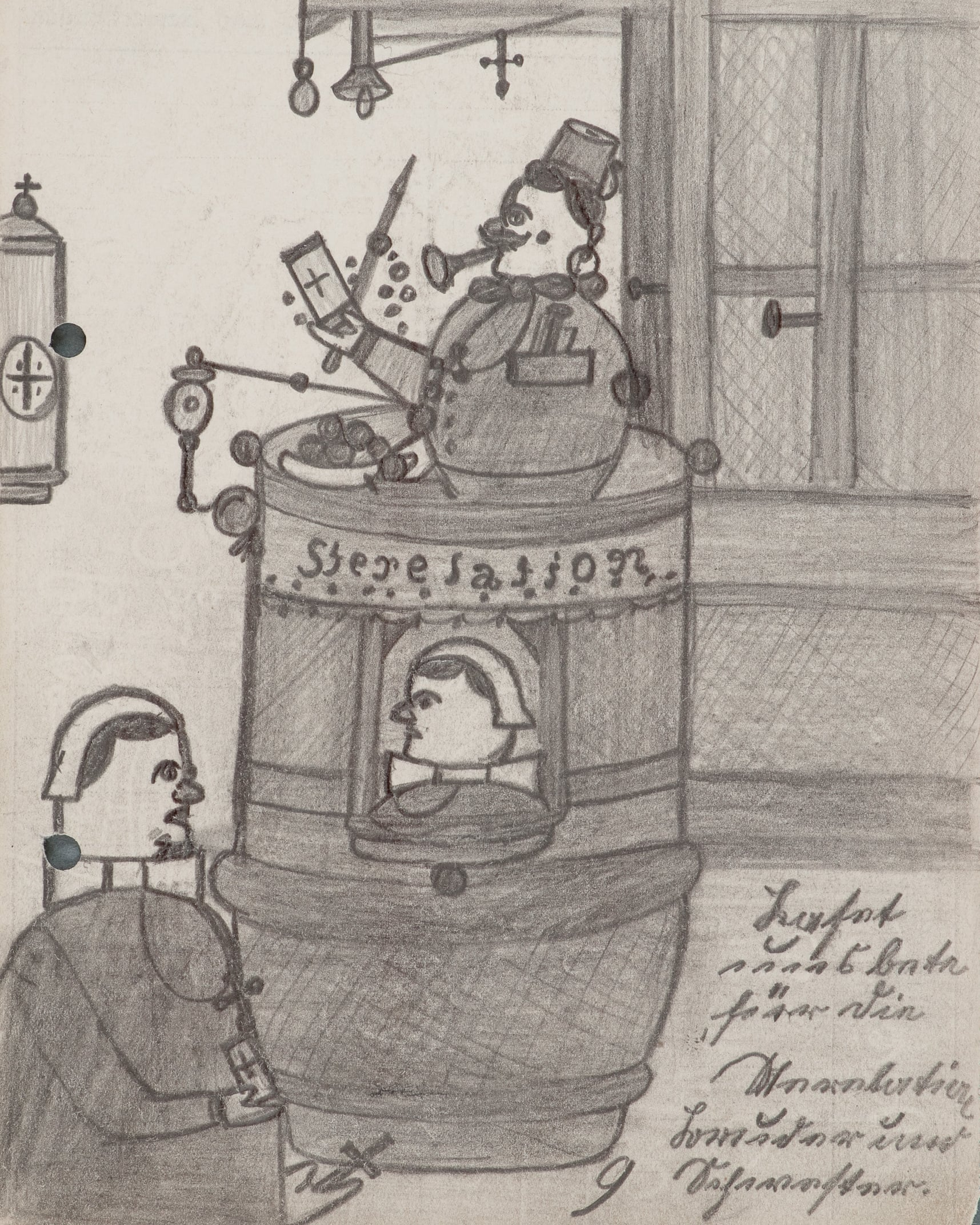
Le Triomphe de la stérilisation.